# Éditions Novos
Éditions Novos est une ancienne maison d'édition suisse.

## Historique
Les Éditions Novos ont été créées à Lausanne en 1929. Elles ont été acquises par l'imprimerie Säuberlin & Pfeiffer SA en 1984. Elles ont changé de nom en 2002 et sont devenues Säuberlin & Pfeiffer SA, société active de la fabrication de cartonnage, l'édition et le commerce de livre.

## Activités
L'entreprise était spécialisée dans le domaine de l'édition illustrée, principalement concernant la Suisse, villes et régions suisses. Les publications se composaient soit d'albums de photographies, soit de dessins. Les publications étaient principalement en français, mais également en allemand et en anglais.
Les Éditions Novos ont publié de nombreux livres illustrés pour enfants. Elles furent le principal éditeur de Marcel Vidoudez.
L'entreprise a également publié des calendriers.

## Publications
- Beautiful Switzerland, Lausanne, 1938, 94 p.
- Zürich, Lausanne, 1949, 48 p. (Français, anglais, allemand) ;
- Ernst, Maroussia; Vidoudez, Marcel, Les plus jolis contes russes racontés par la vieille Vassiona, Lausanne : Éditions Novos, 1947, 27 p. : ill. ; 23 cm.
- Charles Perrault ; illustrations de Marcel Vidoudez, Le chat botté, Lausanne : Éditions Novos, 1942, 23 p. ; 15 x 18 cm
- Zwischen Zeiten, photographies de Gérald Minkoff, texte en allemand de Michel Butor, Vevey, éditions Novos SA, 1990, 14 x 12 cm ; Calendrier publié par Manpower pour l'année 1991.
- Switzerland (Calendrier), Lausanne, Éditions Novos S.A., 1952, in-8vo, avec 126 images de paysages et villages suisses, noir/blanc.